# Frances Spence

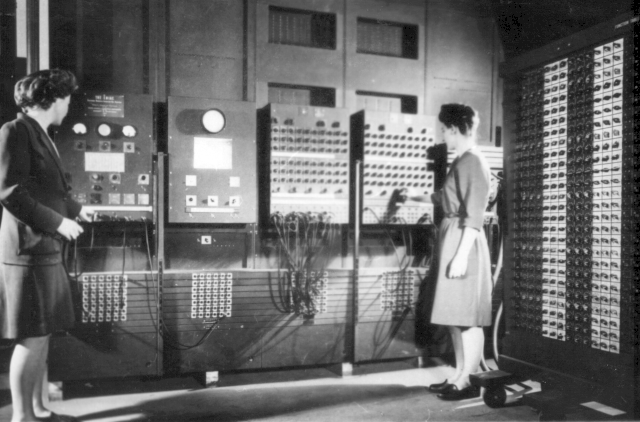
As programadoras Jean Bartik (esquerda) e Frances Spence (direita) operando o computador ENIAC.

Frances Spence (nascida Frances Bilas; Filadélfia, 2 de março de 1922 – 18 de julho de 2012) foi uma pioneira da programação de computadores e uma das primeiras seis programadoras do ENIAC.